# Kiranmoy Nanda
Kiranmoy Nanda (en bengalí: কিরণময় নন্দ, en hindi: किरणमोय नंदा, Uttar Dinajpur, Bengala Occidental, 13 de mayo de 1944); es un político y trabajador social hindú, militante del Partido Samajwadi (PS). Fue Ministro de Pesca en el gabinete del Frente Izquierdista en el estado de Bengala Occidental desde 1982 hasta 2011, cuando fue sucedido por el congresista Abu Hena. Nanda ha sido un histórico secretario general del Partido Socialista de Bengala Occidental (PSBO) desde hace muchos años. También ejerció como secretario general del Partido Samajwadi, después de ambos partidos se fusionaran. En 2000, tras las elecciones en la Corporación Municipal  de Kolkata, Nanda rompió relaciones con el PS, y se reincorporó al PSBO. En abril de 2010, volvió a ser secretario general del PS, luego de que ambos partidos se fusionaran nuevamente. Nanda sucedió a Amar Singh.
Nanda es el hijo  de Jyotirmoy Nanda, un destacado académico y trabajador social de Mugberia, Distrito de Midnapore Oriental. Kiranmoy Nanda comenzó su activismo político en la Federación de Todos los Estudiantes de la India (el ala estudiantil del Partido Comunista de India). En 1977 Nanda obtuvo un escaño en la Asamblea Legislativa de Bengala Occidental, como candidato del Partido Janata, representando la circunscripción de Mugberia. Se unió al PSBO cuando este fue creado en 1981. Fue reelegido en la misma circunscripción en las elecciones de 1982, 1987, 1991, 1996, 2001 y 2006. Su participación de votos ha variado entre un 58.42% (1987) y un 46.94% (1977). En las elecciones de 2011, afrontó un duro desafío desde un bastión del congreso: Raiganj de Dinajpur Norte (circunscripción de Vidhan Sabha). Su cadena de victorias electorales desde 1982 tuvo que afrontar una humillante derrota ante el candidato parlamentario Mohit Sengupta, asesor del congresista Deepa Dasmunshi.
Nanda fue duramente criticado por sus colegas del Frente de Izquierda, luego de que anticipara las elecciones de asamblea, tras unas elecciones parlamentarias por encuesta en 2009.
Nanda se opuso a la 'Operación Green Hunt', una operación paramilitar encabezada por el gobierno de la India, en contra de las guerrillas del maoístas.
Su hermano Brahmamoy Nanda, fue elegido miembro de la Asamblea Legislativa, representando al PSBO, pero también perdió las elecciones parlamentarias de Bengala Occidental en 2011, en Nadakumar (circunscripción de Vidhan Sabha).